# Ґонзало Нуньєз
Ґонзало Нуньєз (ісп. Gonzalo Núñez; нар. 21 липня 1954) — колишній еквадорський тенісист.
Найвищу одиночну позицію світового рейтингу — 220 місце досяг 3 січня 1979, парну — 214 місце — 9 липня 1984 року.

## Титули на челленджерах

### Парний розряд: (1)
| Ранг | Дата            | Турнір             | Покриття | Партнер    | Суперник                      | Рахунок  |
| ---- | --------------- | ------------------ | -------- | ---------- | ----------------------------- | -------- |
| 1.   | 21 вересня 1981 | Барселона, Іспанія | Ґрунт    | Уго Нуньєс | Рорі Шапелл Джон Ван Ностранд | 6–4, 7–5 |